# Falungong

Falungong-metodens symbol, benämns Fa-lun - Lag-hjul

Falungong (traditionell kinesiska: 法輪功, förenklad kinesiska: 法轮功, pinyin: Fǎlún Gōng) är en rörelse kring en qigong- och meditationsmetod som offentliggjordes 1992 i Kina av grundaren Li Hongzhi. Metoden kallas också Falundafa (traditionell kinesiska: 法輪大法, förenklad kinesiska: 法轮大法, pinyin: Fǎlún dàfǎ). Enligt litteraturen inom rörelsen syftar metoden till att nå andlig upplysning och kroppslig fulländning. Detta sker genom att studera undervisningen inom Falungong och följa egenskaperna sanning, godhet, tålamod, samt genom att göra fem qigong- och meditationsövningar.
Falungongs tänkande har vissa likheter med daoism och även buddhism, men utövandet sker ute i samhället och inte i religiösa byggnader.

## Innehåll

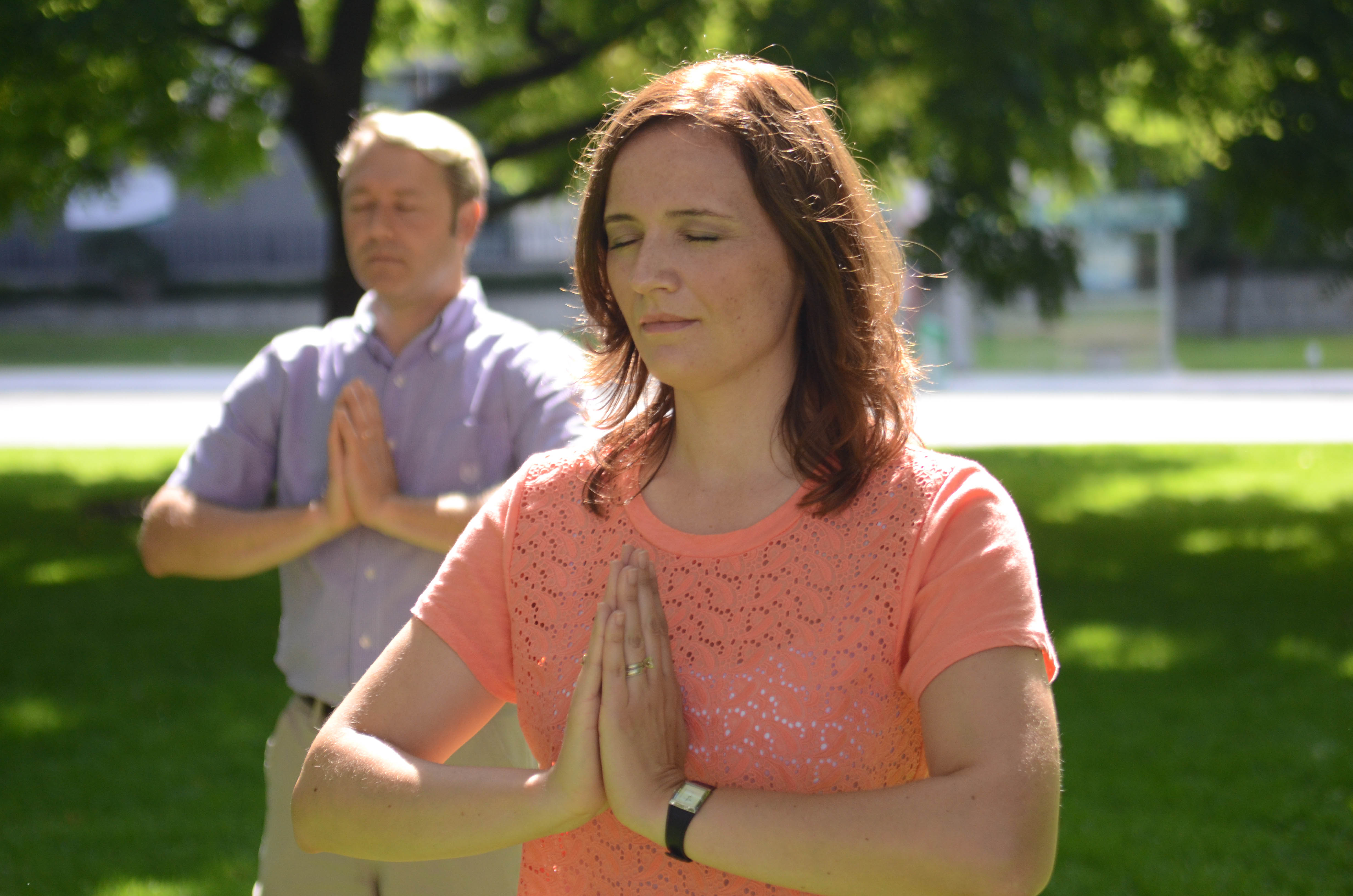
Falungong-utövare i Toronto

De fysiska övningarna i falungong är i grunden gamla qigongövningar. Liksom Taiji utövas falungong ofta i parker. De fysiska övningarna kombineras med en filosofi beskriven av Li Hongzhi. "Falun" betyder ordagrant "dharma-hjul" eller "lag-hjul" och är ursprungligen ett begrepp från Buddha-läran. I filosofin beskrivs också de tre orden "Zhen-Shan-Ren", där "Zhen" står för sanning/ärlighet, "Shan" för godhet, medkänsla, barmhärtighet och "Ren" för tålamod, uthållighet, tolerans. Falungongs undervisning beskrivs främst i boken "Zhuan Falun", även om den första boken som kom ut i ämnet var "Kinesisk Falungong". Nyutgiven och med några tillägg heter den bara "Falungong".
Zhuan Falun  sålde bra i Peking. Den syftade till att omdefiniera qigong och kultivering. Boken och övningsmetoden skall enligt utövarna ha förvandlat livet och förbättrat hälsan för miljontals människor. Zhuan Falun gavs ut i Kina 1996 och har översatts till cirka 40 språk. Bokens innehåll behandlar bland annat:
- Ursprunget till qigong och den enligt Li Hongzhi sedan länge bortglömda meningen med "kultivering"
- Karmas ursprung, effekt och omvandling till dygd
- Falungongs relation till qigong, buddhism, daoism och andra kultiveringsmetoder
- Övernaturliga förmågors mening och funktion
- Vegetarianism eller inte
- Frågan om fasthållanden (vid materiella ting och illusioner)
- Genuin, integrerad kultivering av kropp och själ
- Diskussion och definition kring vad begreppen upplysning och fulländning innebär.

Boken "Falungong" (ursprunglig titel "Kinesisk Falungong") publicerades 1993. Li Hongzhi hävdade att han i denna bok lyfte fram ursprungliga, mycket gamla och bortglömda principer inom qigong-utövningen. Boken har följande innehåll:
- Qigongs ursprung, mål och effekter
- Falungongs relation till qigong och buddhism
- Ursprunget till sjukdomar och genuin eliminering av sjukdomar
- Den verkliga meningen med integrerad kultivering av kropp och själ
- Hur övningarna inom Falungong ska utföras (med instruktioner och fotoillustrationer)
- Detaljerade förklaringar av hur övningarna fungerar och på vilket sätt de enligt Li Hongzhi är unika[3]

Falungong gör likt många andra qigongrörelser och i stort sett alla religioner påståenden om övernaturliga företeelser. När det gäller falungong handlar det bland annat om utsagor om intelligent liv på andra håll i universum, om andra dimensioner och deras varelser, om möjligheten att utveckla olika förmågor som anses vara övernaturliga med mera. Angående den etiska komponenten i falungong skriver Li Hongzhi i boken Zhuan Falun att drogmissbruk, mord, homosexualitet och sexuell frigörelse är dåliga gärningar. Som utövare ska man enligt boken dock aldrig göra något negativt mot de personer som gjort dessa saker: "Självklart, under kultiveringen i vanliga människors samhälle ska vi under alla omständigheter respektera och lyda föräldrar, vägleda barnen, försöka vara goda och omtänksamma gentemot andra, inklusive dina släktingar. Behandla alla lika, vara snälla mot både föräldrarna och barnen och tänka på andra i allting vi gör."
I tal som Li Hongzhi höll i bland annat New York och Sydney under senare delen av 1990-talet tog han upp frågan om kvinnlig frigörelse. SVT-programmet Existens tolkade talen som att Li ogillade kvinnans frigörelse och såg den som en del i ett moraliskt förfall samt som en bidragande orsak till en förestående apokalyps. Denna tolkning ifrågasattes dock i den falungongvänliga nättidningen Epoch Times Enligt programmet menade Li även att utomjordingar sedan industrialismens början funnits på jorden och bidragit till den snabba tekniska utvecklingen.
Angående rasblandning har Li Hongzhi som svar på en utövares fråga beskrivit en historisk process när det gäller världens folkslag, där varje ras skulle ha sin egen gud och det inte var meningen att de skulle blandas. Samtidigt konstaterade han att eftersom denna rasblandning redan skett så hade han ingenting emot blandäktenskap. Åsikten att mänskligheten kan indelas i raser ingår dock i läran.

## Utbredning
Falungong introducerades 1992 i nordöstra Kina av Li Hongzhi, numera bosatt i Brooklyn, New York, och lärdes där ut fram till 1995. Därefter blev Li Hongzhi inbjuden till Europa för att lära ut sin metod där. Falungong spreds och finns nu i ett sextiotal länder. I de flesta större städer och universitet i Europa, Angloamerika och Australien finns grupper och enskilda som utövar Falungong.
Antalet utövare har uppskattats till allt mellan 70 och 100 miljoner det år förbudet trädde i kraft. Rörelsen Falungong, som själv påstår sig ha fler utövare än det finns medlemmar i det kinesiska kommunistpartiet, väljer icke-våldsaktioner. Rörelsen har framfört kritik mot partiet och betecknats av partiet som "anti-KKP". Talen 70 miljoner och 100 miljoner anhängare anges även av religionsportalen Adherents.com, både när det gäller Kina och hela världen. Antalet medlemmar i USA uppskattas av samma sajt till drygt 10.000, och i övrigt finns inga uppgifter beroende på falungongs lösa organisation.

## Förföljelse, arbetsläger och avrättningar i Kina
Metoden ökade i popularitet under 1990-talets mitt. Den 25 april 1999 demonstrerade 10 000 falungonganhängare utanför regeringsbyggnaden i Peking för att kräva ett officiellt erkännande av rörelsen. Regeringen tillät först utövandet men ändrade sedan taktik och rörelsen förbjöds av det kinesiska kommunistpartiet den 20 juli 1999. Den direkta orsaken till förbudet förmodas, enligt analys i nyhetsprogrammet Aktuellt 24 juli 1999, framförallt ha varit att den dåvarande presidenten Jiang Zemins position var ifrågasatt och att han ville använda nedslaget på Falungong som ett tecken på styrka och legitimitet. Andra tror att det berodde på rörelsens förmåga att snabbt samla människor till demonstration, samt det faktum att åtskilliga utövare var partimedlemmar.[källa behövs]
Kilgour-Matas rapporten som publicerades 2006 visade att den kinesiska staten har avrättat en stor mängd Falungongutövare . Denna rapport föreslår även att organen från 41 500 organtransplantationer som gjorts på kinesiska sjukhus mellan åren 2000-2005 kan ha kommit från dessa avrättade fångar. På grund av den kinesiska regeringens informationskontroll är det svårt att uppskatta de totala antalet offer, men falungongutövare uppskattas utgöra en majoritet av fångarna på flera kinesiska arbetsläger . 